# Load
Load è il sesto album in studio del gruppo musicale statunitense Metallica, pubblicato il 4 giugno 1996 dalla Elektra Records.

## Descrizione
Il disco ha rappresentato il primo album di inediti del gruppo a distanza di cinque anni da Metallica, che si rivelò un enorme successo per la formazione statunitense e che li portò a intraprendere un'estesa tournée durata tre anni. Alla produzione venne chiamato nuovamente Bob Rock, che supervisionò il progetto insieme al frontman James Hetfield e al batterista Lars Ulrich.
Rispetto a quanto operato in passato, le sessioni di composizione per Load risultarono più rilassate, con Hetfield e Ulrich che realizzarono circa trenta demo presso i Plant Studios fino a giungere ai 14 brani che compongono la lista tracce finale (i restanti brani vennero successivamente inseriti in ReLoad del 1997). Un'importante novità rispetto a Metallica fu l'adozione di uno stile musicale più tendente all'heavy metal e hard rock di stampo classico, con riff di chitarra di ispirazione blues rock e country, oltre un drumming più tradizionale e senza i caratteristici attacchi veloci di doppia cassa tipici dei lavori precedenti. Anche i testi, scritti da Hetfield, si discostano dalle strutture tipiche degli anni ottanta e risultano più introspettivi e rivolti alla sua sfera personale: Until It Sleeps parla della lotta persa tra sua madre e il cancro, mentre Mama Said è dedicata alla morte della stessa.
Un'altra novità per Load è la scelta di un nuovo logo, formato da quattro lettere M che insieme ricordano uno shuriken al posto del nome Metallica con prima ed ultima lettera a grandi dimensioni. Il libretto contiene molte foto della band e solo testi selezionati (mentre in precedenza usavano inserirli tutti). Inoltre tutto l'artwork è incentrato su macchie d'inchiostro, accorgimento seguito anche in ReLoad. La copertina dell'album è un ritratto intitolato Semen and Blood II realizzato nel 1990 da Andres Serrano incastrando il suo sperma e del sangue bovino tra due fogli di plexiglas.

## Promozione
Quando Load fu presentato nel maggio 1996 le reazioni dei fan furono contrastanti, con molti che criticarono la nuova immagine dei Metallica e il cambiamento nelle sonorità; alcuni arrivarono a considerare tali gesta come un vero e proprio tradimento delle radici heavy metal del gruppo. Hammett disse: «Penso che abbiamo fatto un album davvero fantastico, e la gente non se ne andrà dalla nostra musica anche se pensa che sembriamo degli "intrusi". Alla fine, tutto inizia e finisce con la musica. Penso che ora siamo molto più di un gruppo heavy metal». In un'intervista del 1999 Ulrich descrisse il pubblico heavy metal come «molto conservatore» e restio al cambiamento, affermando che «Se alla fine l'opinione di qualcuno su di noi si riduce al fatto che indossiamo giacche di pelle, allora non dovrebbero comprare i dischi». Nel 2022 Bob Rock ha elogiato la band per non essersi preoccupata di ciò che pensavano i fan e per aver fatto «ciò che ritenevano giusto per loro».
Load venne pubblicato dalla Elektra Records negli Stati Uniti d'America il 4 giugno 1996, mentre la Vertigo Records si occupò della distribuizione nel mercato europeo il giorno prima. Uscito nei formati CD, cassetta e doppio LP, l'album ottenne un ottimo successo commerciale, debuttando in cima alla Billboard 200 statunitense (e mantenendo la posizione per quattro settimane consecutive) con una vendita pari a 680 000 copie nella prima settimana di rilevazione. La vetta è stata raggiunta anche in varie nazioni europee, oltre all'Australia e Nuova Zelanda. Nonostante ciò, le vendite complessive ammontarono a meno della metà del precedente Metallica.
Da esso furono inoltre estratti quattro singoli. Il primo di essi fu Until It Sleeps, distribuito il 21 maggio 1996. Ha raggiunto la decima posizione della Billboard Hot 100 statunitense, divenendo il primo (e attualmente l'unico) singolo del gruppo a conquistare la top 10 della classifica, nonché la numero uno in Australia, Finlandia e Svezia. Il relativo video musicale è stato diretto da Samuel Bayer e mostra il nuovo look dei quattro componenti della formazione, oltre a caratterizzarsi per immagini neobibliche, tra cui alcune citazioni ai dipinti di Hieronymus Bosch come il Trittico del Giardino delle delizie, il Carro di fieno o l'Ecce Homo; il filmato ha trionfato ai MTV Video Music Awards 1996 nella categoria Best Rock Video. Il secondo singolo, Hero of the Day, venne lanciato il 10 settembre dello stesso anno e venne accompagnato da un video diretto da Anton Corbijn e incentrato su un ragazzo drogato intento a guardare un programma televisivo con protagonisti i Metallica stessi. Come terzo estratto fu scelto Mama Said, uscito il 25 novembre; il video, nuovamente diretto da Corbijn, mostra Hetfield suonare il brano con una chitarra acustica seduto sui sedili posteriori di un'automobile, che si rivela essere soltanto un oggetto di scena al termine di esso. Il 7 gennaio 1997 uscì nei soli mercati statunitensi e canadesi il singolo King Nothing, accompagnato da un video diretto da Matt Mahurin.
Dopo un'apparizione all'annuale Lollapalooza in qualità di headliner, nel 1996 i Metallica intrapresero la tournée Poor Touring Me, svoltasi tra settembre 1996 e maggio 1997 per un totale di 139 concerti.

## Tracce
Testi e musiche di James Hetfield e Lars Ulrich, eccetto dove indicato.

### Edizione standard
1. Ain't My Bitch – 5:06
2. 2 X 4 – 5:28 (James Hetfield, Lars Ulrich, Kirk Hammett)
3. The House Jack Built – 6:38 (James Hetfield, Lars Ulrich, Kirk Hammett)
4. Until It Sleeps – 4:27
5. King Nothing – 5:29 (James Hetfield, Lars Ulrich, Kirk Hammett)
6. Hero of the Day – 4:21 (James Hetfield, Lars Ulrich, Kirk Hammett)
7. Bleeding Me – 8:17 (James Hetfield, Lars Ulrich, Kirk Hammett)
8. Cure – 4:54
9. Poor Twisted Me – 4:00
10. Wasting My Hate – 3:57 (James Hetfield, Lars Ulrich, Kirk Hammett)
11. Mama Said – 5:19 (James Hetfield)
12. Thorn Within – 5:51 (James Hetfield, Lars Ulrich, Kirk Hammett)
13. Ronnie – 5:17
14. The Outlaw Torn – 9:48

## Formazione
Hanno partecipato alle registrazioni, secondo le note di copertina:
Gruppo
- James Hetfield – chitarra, voce
- Lars Ulrich – batteria
- Kirk Hammett – chitarra
- Jason Newsted – basso

Produzione
- Bob Rock – produzione
- James Hetfield – produzione
- Lars Ulrich – produzione
- Randy Staub – registrazione, missaggio
- Brian Dobbs – assistenza alla registrazione, ingegneria del suono
- Kent Matcke – assistenza alla registrazione
- Paul DeCarli – montaggio digitale
- Mike Gillies – assistenza al montaggio digitale
- Chris Vrenna – assistenza al montaggio digitale
- Jason Goldstein – assistenza tecnica
- Matt Curry – assistenza al missaggio
- Mike Fraser – missaggio aggiuntivo
- Mike Rew – assistenza al missaggio aggiuntivo
- George Marino – mastering

## Classifiche

### Classifiche settimanali
| Classifica (1996-2025) | Posizione massima |
| ---------------------- | ----------------- |
| Australia              | 1                 |
| Austria                | 1                 |
| Belgio (Fiandre)       | 1                 |
| Belgio (Vallonia)      | 2                 |
| Canada                 | 1                 |
| Finlandia              | 1                 |
| Francia                | 1                 |
| Germania               | 1                 |
| Italia                 | 2                 |
| Norvegia               | 1                 |
| Nuova Zelanda          | 1                 |
| Paesi Bassi            | 1                 |
| Polonia                | 6                 |
| Regno Unito            | 1                 |
| Spagna                 | 2                 |
| Stati Uniti            | 1                 |
| Svezia                 | 1                 |
| Svizzera               | 1                 |

### Classifiche di fine decennio
| Classifica (1990–1999) | Posizione |
| ---------------------- | --------- |
| Stati Uniti            | 81        |